# Will Hoy
Will Ewing Hoy (ur. 2 kwietnia 1952 w Royston, zm. 19 grudnia 2002 w Chelsea) – brytyjski kierowca wyścigowy.

## Kariera
Hoy rozpoczął karierę w międzynarodowych wyścigach samochodowych w 1985 roku od startów w Thundersports oraz FIA World Endurance Championship. W obu seriach nie zdobywał jednak punktów. W późniejszych latach Brytyjczyk pojawiał się także w stawce All Japan Sports-Prototype Championship, World Sports-Prototype Championship, All Japan Sports Prototype Car Endurance Championship, MG Metro Challenge Great Britain, European Touring Car Championship, British Touring Car Championship, Japanese Touring Car Championship, 24-godzinnego wyścigu Le Mans, Sportscar World Championship, FIA Touring Car Challenge, Campionato Italiano Velocita Turismo, FIA GT Championship, Belgian Procar oraz Autobytel Lotus Sport Elise.